# Lechuguino (pan)

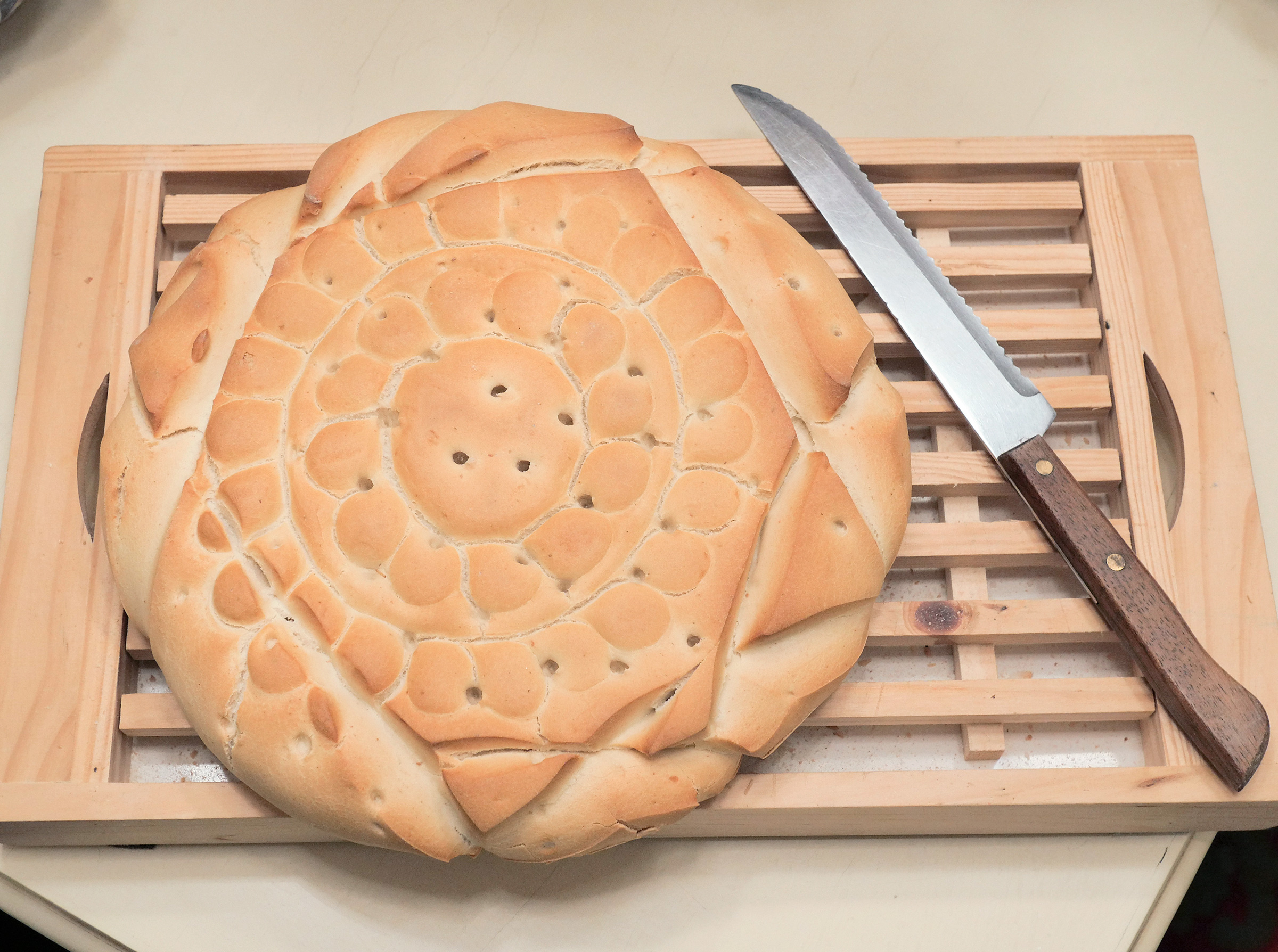
Lechuguino de Valladolid

El lechuguino es una variedad española de pan candeal de gran tamaño, redonda, plana y con una decoración en forma de flor o roseta encima. Es típica de las provincias castellanas de Valladolid y Palencia, en España. Contiene harina panificable (principalmente de trigo candeal) suave (~W130), agua, sal y levadura. Su peso varía entre los 250 y los 500 g. Tiene una corteza fina, suave al tacto, dorada, brillante, ligeramente crujiente en los bordes, y su miga de color blanco, compacta, refinada y de textura uniforme. Es el más reconocido y popular de los panes vallisoletanos.

## Origen
La Real Academia define lechuguino como «Persona joven que se compone mucho y sigue rigurosamente la moda». En el lenguaje común, lechuguino es aquél que cuida mucho su aspecto, de ahí el nombre del pan. La decoración del lechuguino puede variar con diferentes motivos geométricos; de forma casera, estos dibujos se elaboran usando una cucharilla o arito. Sin embargo, las panaderías artesanales de Valladolid mantienen el método tradicional para formar el perfil festoneado, mediante sellos de pan que tienen la forma deseada (en negativo).
La calidad de este pan deriva del uso de harinas de excelente calidad. Ya en 1513, se reservaban los mejores granos de trigo (blancos, partidos, con tendencia harinosa y de la última cosecha) para hacer el lechuguino. Según Antonio Gimeno Gómez, en El pan de Valladolid,

«Sin ningún artificio [los panaderos] lograron implantar un tipo de pan conocido con el nombre de lechuguino, en el que prima la harina blanca, sin que hubiera necesidad de recurrir al maíz, al suero de leche o incluso al añadido de patata cocida, ingredientes empleados en otras regiones para potenciar el sabor de este alimento».

## Difusión
Según el gastrónomo José Carlos Capel, en su libro La tradición del pan artesanal en España (1994), el lechuguino es típico de Simancas, Burgos, Dueñas y Medina del Campo. También lo es de las comarcas de Tierra de Campos, el Valle del Esgueva, la Ribera del Duero, Campo de Peñafiel y El Cerrato. A pesar de todo, el pan lechuguino está en vías de desaparecer, ya que su elaboración requiere destreza, de manera que no todos los panaderos son capaces de elaborarlo. Además los panes tradicionales en general están siendo sustituidos en el mercado por panes industriales. Es una de las 15 recetas de pan que la Confederación Española de Organizaciones de Panadería (CEOPAN) señaló como necesario un plan de recuperación.
En la actualidad, es frecuente usar otro tipo de harinas no candeales (de flama) para hacer el lechuguino, ya que el cultivo de trigo candeal está desapareciendo.